# 2002년 독일 연방의회 선거
2002년 독일 총선거는 전체 603석의 독일 연방의회 의원들을 선출하기 위해 2002년 9월 22일에 실시되었다. 총 48,582,761명의 유권자가 선거에 참여해 투표율 79.1%를 기록하였다.
1998년 총선에서 16년만에 정권을 차지하게 된 사민당은 녹색당과 적록 연정을 하였다. 그러나 신자유주의 정책을 추진해 나가려는 게르하르트 슈뢰더 총리와 이에 일부 사민당, 녹색당 세력의 반발로 내각은 인기가 떨어지게 된다. 기민련은 헬무트 콜의 비자금 사건으로 앙겔라 메르켈이 대표에 취임하나 낮은 지지율 속에 자매 정당인 기사련 대표인 에드문트 슈토이버 주총리를 총리 후보로 내세운다. 여론조사에서 기민련의 정권 교체가 확실시되었지만 선거 중반 대홍수가 발생하면서 녹색당은 환경 의제를 최우선에 내세웠으며 슈토이버의 이라크 전쟁 참여 발언으로 인해 사민당과 기민련은 접전을 벌이게 되었다.
선거 결과 사민당과 녹색당은 비록 의석수가 감소하였지만 과반수를 차지함으로써 2차 내각을 구성할 수 있게 되었다. 사민당은 6,000표차로 기민련을 제치고 제1당을 차지하였으며 녹색당은 제3당에 위치를 지키게 되었다. 기민련과 자민당은 득표율이 증가하였지만 과반을 차지하지 못함에 따라 슈토이버는 중앙 정계에서 물러나게 된다. 한편 민사당은 지역구에서 4석을 차지하지 못하고 비례대표에서 5% 상한선을 넘지 못함에 따라 의석수가 크게 감소하였다. 이에 따라 민사당은 선거 이후 사민당 내 좌파 세력과 손을 잡게 된다.